# David Fuster
David Fuster Torrijos (Oliva, 3 febbraio 1982) è un ex calciatore spagnolo, di ruolo centrocampista o ala.

## Palmarès

### Club

#### Competizioni nazionali
- Tercera División (Spagna): 1

Villarreal B: 2005-2006
- Campionato greco: 6

Olympiakos: 2010-2011, 2011-2012, 2012-2013, 2013-2014, 2014-2015, 2015-2016
- Coppa di Grecia: 3

Olympiakos: 2011-2012, 2012-2013, 2014-2015